# 河合斌人
河合 斌人（かわい あやと、1918年〈大正7年〉8月8日 - 2005年〈平成17年〉9月6日）は、日本の実業家、教育者。河合塾理事長、山一證券副社長。
河合逸治の長男。東京商大を経て日本勧業銀行に入行し、経済安定本部や名古屋造船、山一證券にも出向した。後に実家の河合塾を継ぎ、弟の河合邦人と共に愛知県のローカル予備校から三大予備校の一角にまで育て上げた。1992年、フランス教育功労章オフィシエ受章。

## 人物

### 生い立ちと学歴
静岡県生まれ。愛知一中（現・愛知県立旭丘高等学校、59回卒業）、名古屋高商（現・名古屋大学経済学部）を経て、1941年12月、東京商科大学（現・一橋大学）繰り上げ卒業（井藤半彌ゼミ）。卒業論文は「国際租税論の基本問題」。名古屋高商と東京商大では剣道部に所属。

### 日本勧業銀行時代
1942年（昭和17年）、日本興業銀行（現・みずほ銀行）入行。同年短期現役士官として海軍に入隊。名古屋海軍監督官事務所主計中尉、海軍省経理局、海軍主計大尉を経て、第二次世界大戦終戦に伴い1945年10月から再び日本興業銀行勤務となる。
1945年12月、経済安定本部（現・内閣府）産業資金課に出向。中山素平（当時・日本興業銀行復興金融部長）の命を受け、GHQの意向に反し、石炭産業へ維持・保全投資分を超えた投資を行った。
1949年、日本興業銀行融資第一部に復帰。1954年、名古屋造船に出向し同社再建策を策定。1955年、日本興業銀行外国部次長。1959年、同行ロンドン事務所主席駐在員。
1964年、証券不況による経営危機にあった山一證券に経営再建のため日高輝らとともに送り込まれ、常務就任。同社専務、代表取締役副社長を歴任。

### 河合塾の経営者として
山一証券退職後、父親が創業した河合塾に入社。弟の河合邦人と共に1979年の広島校開校を皮切りに全国展開を図り、三大予備校の1つにまで育て上げる。1982年には河合塾理事長に就任し、後に会長となる。河合塾学園理事長や河合文化教育研究所所長も兼務。2004年からは札幌予備学院（現・河合塾札幌校）理事長を兼務する。
2005年、肺炎により死去。享年87。増上寺光摂殿にて河合塾と河合塾学園の合同葬が行われ、葬儀委員長は大学同期の鵜澤昌和が務めた。

## 関連人物
- 河合邦人（元学校法人河合塾理事長） - 弟。逸治の次男。
- 河合弘登（元学校法人河合塾理事長、元学校法人河合塾学園理事長、元札幌予備学院学院長） - 長男。
- 河合英樹（学校法人河合塾理事長） - 孫[2]。